# Polinów (Lublin)
Polinów (prononciation : [pɔˈlʲinuf]) est un village polonais de la gmina de Janów Podlaski dans le powiat de Biała Podlaska de la voïvodie de Lublin dans l'est de la Pologne.
Il se situe à environ 105 kilomètres au nord-est de Lublin (capitale de la voïvodie).
Le village comptait approximativement une population de 77 habitants en 2010.

## Histoire
De 1975 à 1998, le village est attaché administrativement à la voïvodie de Biała Podlaska.

Depuis 1999, il fait partie de la voïvodie de Lublin.